# Khongor, Darkhan-Uul
Khongor (tiếng Mông Cổ: Хонгор, mềm mại hoặc ngọt ngào) là một sum của tỉnh Darkhan-Uul ở miền bắc Mông Cổ. Trung tâm sum có ga đường sắt trên tuyến Ulan-Ude - Ulan Bator - Bắc Kinh. Ga đường sắt quan trọng nhất cách trung tâm sum 13 km về phía nam, tại khu dân cư Salkhit.

## Lịch sử
Sum Khongor được tách khỏi tỉnh Selenge cùng với toàn bộ tỉnh Darkhan-Uul vào năm 1994.
Năm 2007, Khongor là hiện trường của một vụ ô nhiễm rõ ràng có liên quan đến các hợp chất natri xyanua và thủy ngân, các vật liệu được sử dụng để khai thác vàng quy mô nhỏ. Vụ việc đã gây ra sự chú ý đáng kể trên các phương tiện truyền thông quốc gia, và thậm chí đã có một cuộc thảo luận để di dời khu dân cư.

## Địa lý
Sum Khongor có diện tích 253.3 ha, chiếm tới 77% diện tích toàn tỉnh và có 31.2 nghìn ha là đất nông nghiệp. Vào ngày 24 tháng 7 năm 1999, Khongor ghi nhận nhiệt độ 44,0 °C (111,2 °F), đây là nhiệt độ cao nhất từng thấy ở Mông Cổ.

## Hành chính
Sum được chia thành 3 bag (xã):
- Bag số 1
- Bag số 2
- Salkhit